# Mairena del Aljarafe (kommunhuvudort)
Mairena del Aljarafe är en kommunhuvudort i Spanien.   Den ligger i provinsen Provincia de Sevilla och regionen Andalusien, i den sydvästra delen av landet, 400 km sydväst om huvudstaden Madrid. Mairena del Aljarafe ligger 70 meter över havet och antalet invånare är 40 700.
Terrängen runt Mairena del Aljarafe är platt. Runt Mairena del Aljarafe är det ganska tätbefolkat, med 192 invånare per kvadratkilometer. Närmaste större samhälle är Sevilla, 9,1 km nordost om Mairena del Aljarafe. Trakten runt Mairena del Aljarafe består till största delen av jordbruksmark.